# Ђаконикон
Ђаконикон или ђаконик (грч. Διακονικόν, лат. diaconicum) је у ранохришћанским и данашњим православним црквама просторија која се налази код јужне стране улаза у храм, поред нартекса, у којој су верници остављали прилоге у намирницама. Један део вина и хлеба је у току богослужења одвајан и одношен на жртвеник да се над њим изврши света тајна евхаристије. Служили су и као скеофилакион, остава у којој су чувани разни освећени предмети потребни за богослужење.
У црквеном градитељству средњовековне Србије простор ђаконикона организован је на различите начине, у складу са развојем и потребама богослужбеног обреда. У архитектури друге половине XII века, олтарски део храма образује се према цариградским узорима, као јединствена простор-на целина средишње апсиде и бочних одељења проскомидије и ђаконикона, које имају комуникацију са наосом храма. Лромене у структури олтарског простора наступају у првим деценијама XIII века, почев од манастира Жиче: на источној страни изводи се широка апсида полукружног облика, а проскомидија и ђаконикон дограђују се у угловима које образују источни део наоса и краци певничког трансепта. У истом раздобљу започиње се и са праксом затварања пролаза између ђаконикона и јужног дела наоса, тако да простор ђаконикона, уз поједине изузетке, све до цркава подигнутих у време кнеза Лазара остаје доступан једино из средишњег дела олтара. У храмовима насталим с краја XIV и током прве половине XV века поново се прихвата решење физички јединственог троделног простора на источној страни, који представља симболичку целину са полу-кружним конхама на бочним странама наоса.
Разлике у организацији простора ђаконикона у односу на суседне делове грађевине проистичу из постепеног проширивања намене овог одељења, о чему непосредно сведоче програми и распоред сачуваних фресака. У српским средњовековним црквама ђаконикон је, уз основну наведену, могао да има и функцију ризнице  и параклиса. У нижим зонама представљају се фигуре архијереја у молитви и ђакона, чиме се остварује веза са сликарством олтарске апсиде. Источна страна ђаконикона често је образована у форми мале апсиде или нише, у којој се приказују фигуре Богородице, ређе Христа у неком од ви-дова, или композиција Деизиса.
У случају када је ђаконикон физички одвојен од наоса, у горњим регистрима обично се изводе сцене из житија светитеља којем је посвећен. У храмовима у којима постоји непосредна комуникација између ових простора, више зоне ђаконикона осликане су представама, попут Христових делатности, Страдања или Јављања по Васкрсењу.